# Hydrophorus congoensis
Hydrophorus congoensis är en tvåvingeart som beskrevs av Vanschuytbroeck 1951. Hydrophorus congoensis ingår i släktet Hydrophorus och familjen styltflugor.
Artens utbredningsområde är Tanzania. Inga underarter finns listade i Catalogue of Life.